# Holzheim (Hirschlanden)
Holzheim ist eine Wüstung auf der Markung des Ortsteils Hirschlanden der Stadt Ditzingen.
Die Wüstungsstelle liegt westlich der heutigen Ortschaft Hirschlanden. Die Siedlung wird um 1350 und 1381 als Holtzhain genannt. 1424 erscheint der Holzheimer Pfad. Auf den Ortsnamen verweist bis heute die Flurbezeichnung Holzemer Grund, die schon 1525/29 im Leonberger Amtslagerbuch belegt ist.
In der Flur Holzheim wurde 1963 die Statue des Hirschlander Kriegers gefunden.